# Kelley Eckels Currie
Kelley Eckels Currie (née Eckels) est une avocate américaine spécialisée dans les droits de l'homme et une ancienne fonctionnaire qui a occupé le poste d'ambassadrice itinérante pour les questions mondiales relatives aux femmes, de 2020 à 2021. Auparavant, elle a été représentante des États-Unis auprès du Conseil économique et social des Nations unies et représentante adjointe par intérim des États-Unis auprès de l'ONU, après le départ de Michele J. Sison (en). Avant d'assumer son rôle d'ambassadrice itinérante pour les questions mondiales relatives aux femmes, elle a été chargée de mission à l'Institut Project 2049, un groupe de réflexion axé sur les questions de sécurité et les politiques publiques en Asie centrale et dans la région Asie-Pacifique. Elle a aussi occupé des postes à responsabilité dans le domaine des politiques publiques au sein du Département d'État des États-Unis et de plusieurs organisations internationales et non gouvernementales de défense des droits de l'homme et d'aide humanitaire. Kelley Eckels Currie a également été associée aux crédits pour les opérations étrangères et directrice du personnel du Congressional Human Rights Caucus pour le représentant des États-Unis John Edward Porter.